# Marie Dominique Auguste Sibour
Pour les articles homonymes, voir Sibour.
Marie Dominique Auguste Sibour, né à Saint-Paul-Trois-Châteaux (Drôme), le 4 août 1792, mort assassiné à Paris, le 3 janvier 1857, est un ecclésiastique français, évêque du diocèse de Digne (1840-1848) puis archevêque de Paris (1848-1857).

## Biographie
Après avoir été ordonné prêtre à Rome en 1818, il est affecté à l'archidiocèse de Paris. Il est nommé chanoine de la cathédrale de Nîmes en 1822, où il acquiert une certaine réputation comme prédicateur et publie dans le journal l'Avenir. En 1837, pendant une vacance, il est choisi comme administrateur du diocèse de Nîmes, et est élu à l'Académie du Gard. Deux ans plus tard, il est élevé au siège épiscopal de Digne. Son consécrateur principal est le cardinal Joseph Bernet et ses coconsécrateurs sont Louis-Charles-Jean-Baptiste Michel et Jean-François-Marie Cart. 
Son administration est marquée par l'encouragement qu'il donne aux études ecclésiastiques, des mesures pratiques pour accroître l’importance des fonctions exercées par le chapitre de sa cathédrale et un respect fidèle des formes canoniques dans les procès ecclésiastiques. Il est reconnu comme un prêtre des ouvriers. Les mêmes principes le conduisent quand il gouverne l’archidiocèse de Paris, auquel le conduit en juillet 1848, après la mort de Denys Affre sur les barricades, son adhésion rapide au gouvernement de la Seconde République. Il tient en 1849 un conseil provincial à Paris et en 1850 un synode diocésain. Étant dans la succession apostolique du pape Jules II, il a lui-même consacré cinq évêques.
Il subit les foudres de Victor Hugo qui dans les Châtiments (I.VI) le traitre de "vieux prêtre infâme" pour avoir célébré un Te Deum ( le 1° janvier 1852) à la gloire de Napoléon III et de son coup d'état.
En 1853, il célèbre le mariage de Napoléon III, qui l’avait nommé sénateur l’année précédente. Bien que dans sa réponse à Pie IX il ait déclaré inopportune la définition du dogme de l’Immaculée Conception, il assiste à la promulgation du décret et bientôt le publie solennellement dans son propre diocèse. L’aide bienveillante du gouvernement impérial lui permet de subvenir aux besoins des églises pauvres dans son diocèse où il érige plusieurs nouvelles paroisses. Il travaille aussi à l’introduction du rite romain à Paris. Le 24 juin 1854, il bénit la nouvelle église Saint-Jean-Baptiste de Belleville.
Il est poignardé dans l'église Saint-Étienne-du-Mont de Paris, à l'issue d'une cérémonie le 3 janvier 1857 par Jean-Louis Verger, ancien curé, visiblement déséquilibré, et déjà sanctionné par l’Église. En plus d'avoir eu plusieurs problèmes avec les autorités religieuses (avant cette affaire) qui lui ont valu une série de sanctions, M. Verger avait déjà eu maille à partir avec la justice pour plusieurs affaires de vols ou de scandales sur la voie publique. Lors d'un précédent procès, un médecin avait déclaré : « Il a toute sa lucidité, mais c'est un homme dangereux ». Son procès, qui se conclura par sa condamnation et son exécution le 30 janvier 1857, donnera lieu à de nouveaux esclandres de la part du prévenu.

## Succession apostolique
Marie Dominique Auguste Sibour a ordonné les évêques suivants :
- Évêque Pierre-Louis Coeur (1849)
- Évêque Félix-Antoine-Philibert Dupanloup (1849)
- Évêque Pierre-Simon de Dreux-Brézé (1850)
- Archevêque François-Alexandre Roullet de la Bouillerie (1855)
- Évêque Henri Jordany (de) (1856)

## Distinctions
- Commandeur de la Légion d'honneur (16 juin 1856)[6]

## Iconographie
- La sculptrice Marie-Louise Lefèvre-Deumier a réalisé un buste de lui en 1853.
- Julien-Charles Dubois : Mgr Sibour, exposé au Salon de 1869, œuvre achevée par Joseph-Stanislas Lescorné et remise pour la cathédrale Notre-Dame de Paris.

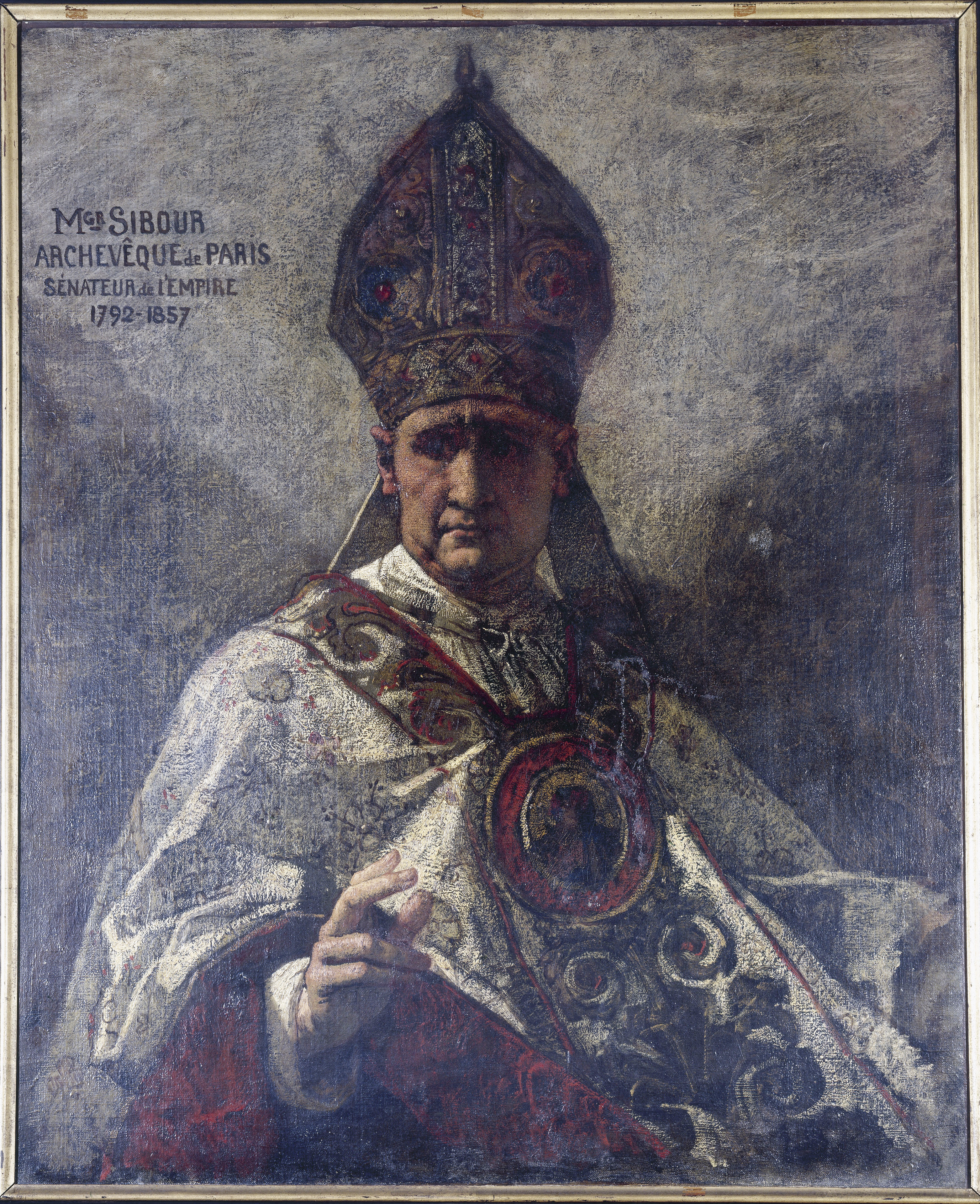
Marie-Dominique Sibour, par Thomas Couture.
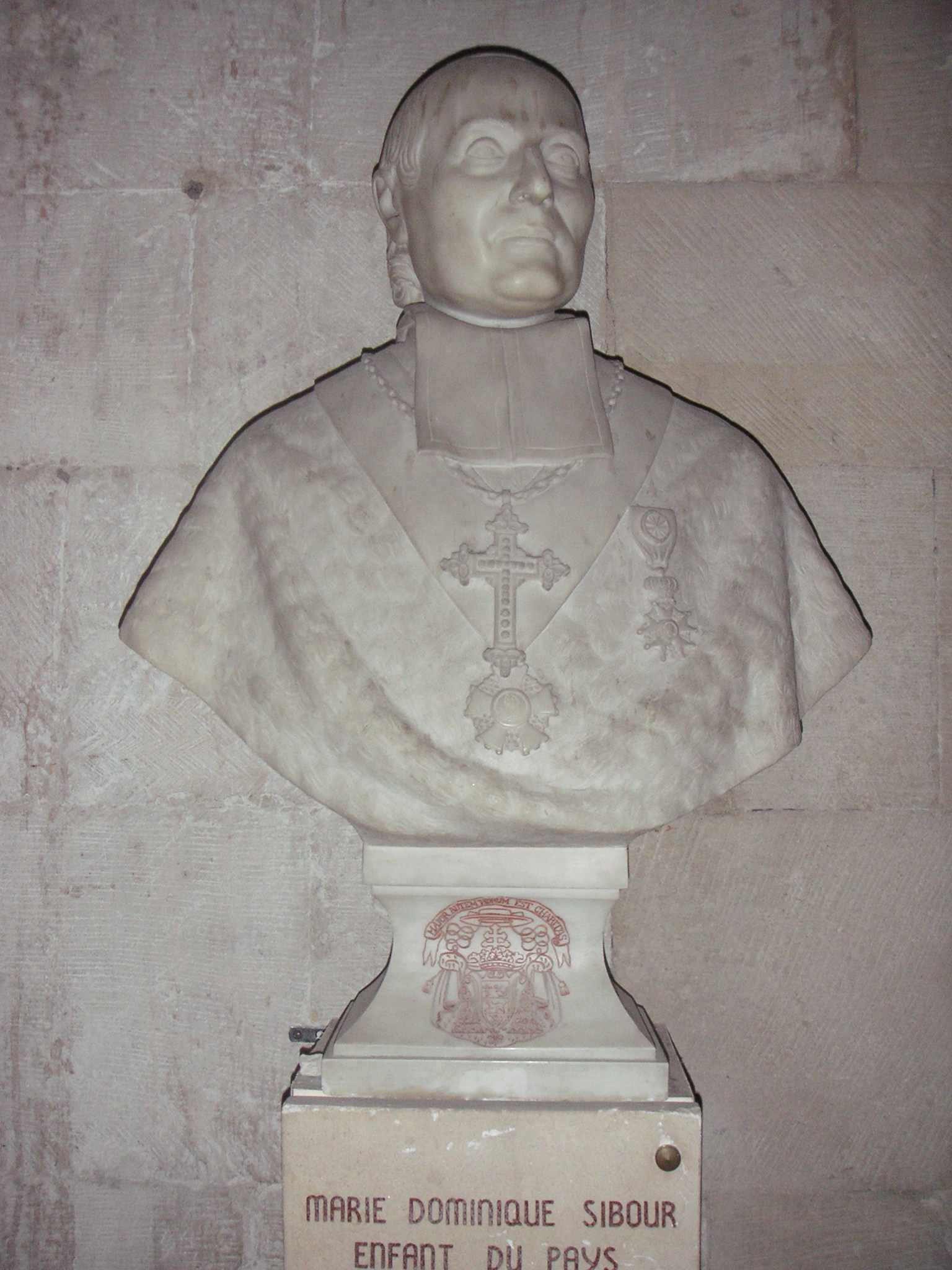
Buste de  Marie-Dominique Sibour dans la cathédrale de sa ville natale par Joseph Marius Ramus.